# La púrpura de la rosa
La púrpura de la rosa es una ópera en un acto, compuesta por Tomás de Torrejón y Velasco sobre un libreto de Pedro Calderón de la Barca. Es la primera ópera compuesta e interpretada en América y la única ópera sobreviviente de Torrejón y Velasco. La obra cuenta el mito de los amores de Venus y Adonis, que provoca los celos de Marte y su deseo de venganza. 

## Acción

### Acto único
La ópera es precedida por una loa alegórica a Felipe V, enfatizando su bondad y justicia. En el Templo de Apolo, en el Monte Parnaso, las musas Calíope, Terpsícore y Urania, las personificaciones del Tiempo y de España, y un coro de las restantes seis musas cantan la gloria de España y su nuevo rey. El panegírico termina con: 

¡Viva Filipo, viva!

¡Viva el sucesor del imperio

que, puesto a sus plantas,

seguro afianza su eterno blasón!'

El drama inicia en un bosque donde Venus ha estado cazando. Sus ninfas se precipitan al escenario gritando que ella es perseguida por un jabalí. Adonis corre en su ayuda y la sostiene, desmayada, en sus brazos. Cuando ella se recupera, Adonis descubre su verdadera identidad explicándole que profecías hechas al momento de su nacimiento lo obligan a renunciar al amor. Venus ensaya persuadirlo al momento que aparece Marte, su amante, y la interroga. Insatisfecho con sus respuestas, interroga a sus ninfas, consiguiendo atemorizar a una de ellas, quien describe el rescate de Venus por Adonis. Belona, la hermana de Marte, llega en un arco iris y lo exhorta al combate para distraer sus celos. Los campesinos Chato y Celfa bromean sobre el matrimonio, cuando son interrumpidos por un coro de campesinos exclamando que el jabalí anda suelto. Adonis persigue a la bestia. 

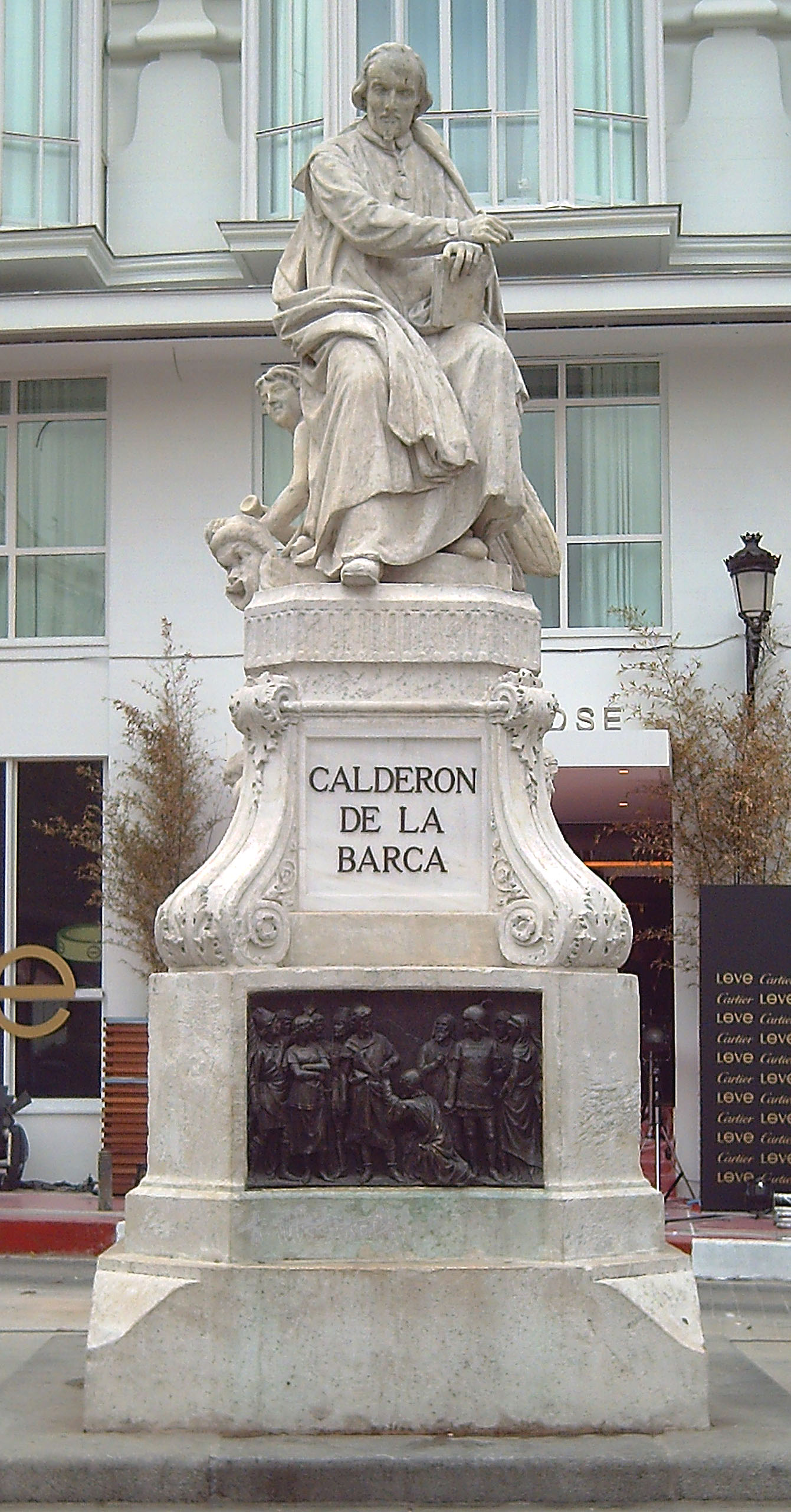
Monumento a Calderón de la Barca en Madrid.

 Cansado se recuesta y es encontrado por Venus que se debate entre la humillación de haberse desmayado en sus brazos y su creciente deseo por él. Ella despide a sus ninfas y llama a Cupido en su ayuda. Le refiere de la renuncia de Adonis al amor. Cupido dispara una de sus doradas flechas al pecho del durmiente Adonis, inflamándolo de deseo. Cuando Adonis despierta, se sorprende al encontrar a Venus mirándolo, y canta de su terrible sueño del salvaje jabalí que es interpretado como símbolo de su muerte. Adonis alaba la belleza de Venus, y confiesa su atracción por ella. Venus es incapaz de alejarse de Adonis, y ellos se revelan su mutuo deseo. Venus entra en su jardín de delicias, y Adonis la sigue, siendo bienvenidos por Celfa, Chato y las ninfas. La siguiente escena encuentra a Marte, Belona, Dragón y los soldados de Belona al pie de una montaña. Marte aún celoso, es animado por Belona y Dragón. Mientras tanto, Cupido merodea disfrazado, espiando a Marte hasta ser descubierto. 

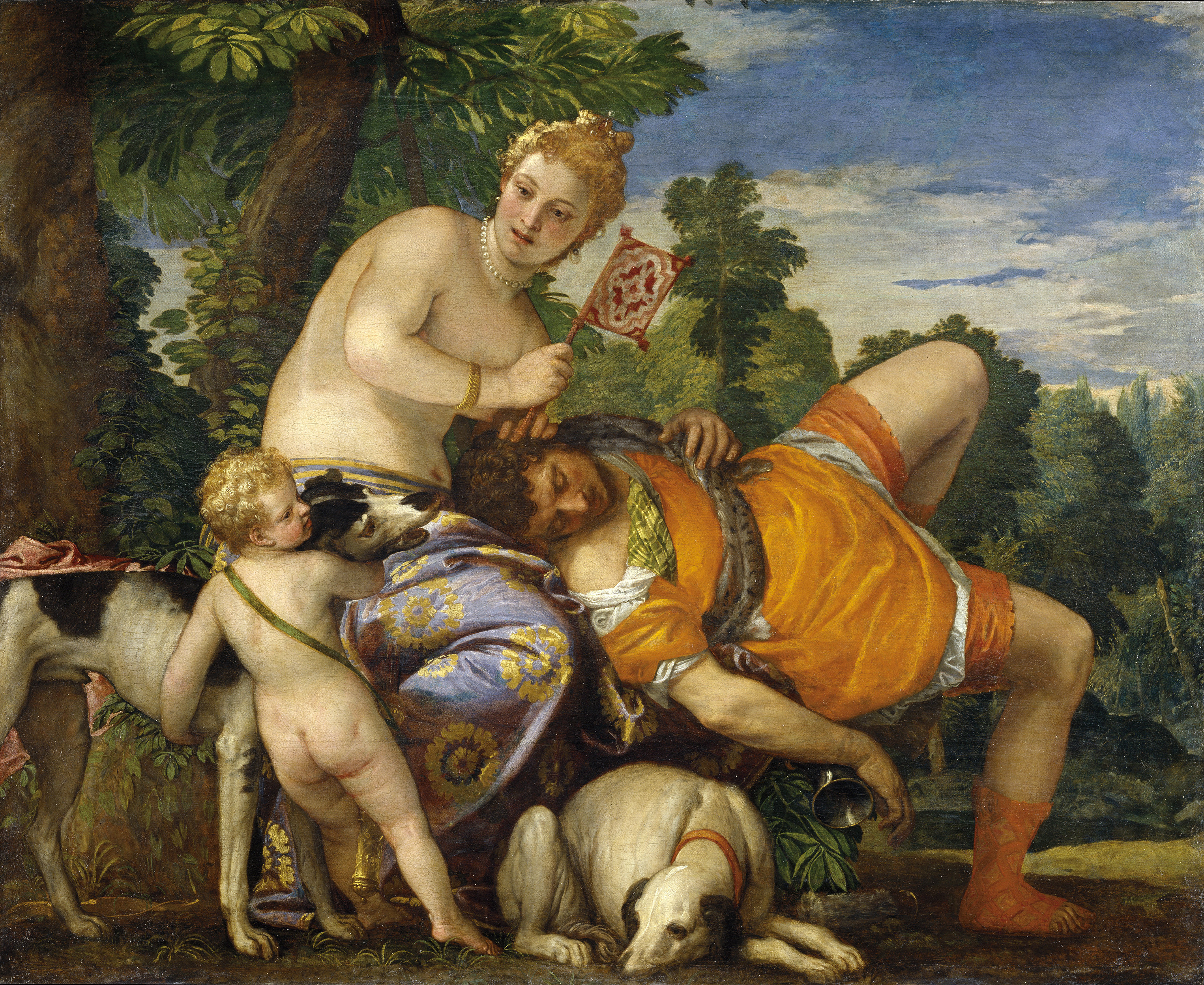
Venus y Adonis de Paolo Veronese (ca. 1580). Museo del Prado.

El dios se esconde en los arbustos, y es interrogado por Marte, quien no lo reconoce, pero encuentra sospechosos sus enigmas acerca del amor. Cuando Marte ordena a sus soldados capturarlo, Cupido escapa en una grieta de la montaña. La grieta se abre revelando la Prisión de los Celos. Dentro, encadenado, está Desengaño, un hombre viejo vestido con pieles de animales. Temerosos, Marte y Dragón entran en la gruta y encuentran las personificaciones enmascaradas de Miedo, Sospecha, Envidia, Cólera, y Amargura. Desengaño y las figuras enmascaradas previenen a Marte de que cuando el amor es perseguido se torna en desilusión. Desengaño sostiene un espejo mágico en el que Marte ve a Venus y Adonis abrazándose. Incapaz de encarar la verdad, Marte escapa. Hay un repentino temblor de tierra, y las figuras alegóricas, la visión en el espejo y la gruta desaparecen. En el jardín de Venus, ella y Adonis disfrutan de su ilícito amor. Adonis se reclina en el regazo de Venus, mientras Chato, Celia y las ninfas cantan a la pareja. Aparece Cupido y los previene de la cólera de Marte. Venus dice a Adonis que deben volver al bosque y tramar algo para dominar a Marte. Cuando llega Marte, las canciones de las ninfas y los vapores de las fuentes del jardín le inducen una gran languidez. Belona entra trayendo un coro de soldados para contrarrestar el conjuro del canto de las ninfas. Reanimado por el canto de los soldados, Marte se dirige al bosque en busca de Adonis, quien otra vez persigue el jabalí que había alarmado a los campesinos. Arrastrando a Chato y Celfa, Marte ordena a Dragón que los ate a un árbol. Chato, Celfa, y Dragón tienen un cómico argumento sobre maridos negligentes y bravucones, que culmina con Dragón golpeando a Celfa y Chato alentándolo. En el bosque, Adonis ha sido mortalmente herido por el jabalí. Venus escucha sus gritos y se precipita a la escena. Viendo a la diosa enloquecida con el cabello suelto, medio desnuda, y sus manos manchadas de sangre, Belona se compadece y canta un lamento. Ella y la ninfa Libia intentan convencer a Venus de que no vea el cuerpo de Adonis. El coro describe cómo la sangre de Adonis convierte en rojas las rosas blancas alrededor de él. Venus clama a los dioses con un lamento. Marte cruelmente describe a Venus la muerte de Adonis, y muestra su cuerpo ensangrentado, tendido entre las rosas. Venus se lamenta y cae desmayada. Cupido aparece del cielo para anunciar que Júpiter ha sido conmovido por el drama de los amantes y los elevará juntos al Monte Olimpo – Adonis en la forma de una flor (una anémona) y Venus como la estrella de la tarde. Marte, Venus, Adonis y Belona, cantan mientras el sol se pone, Venus y Adonis ascienden a los cielos.

## Estilo

### Libreto
El libreto de La púrpura de la rosa, uno de los más bellos del género, había sido escrito por Calderón de la Barca en 1659 para ser puesto en metro músico por Juan Hidalgo para festejar las nupcias del rey Luis XIV de Francia con la infanta española María Teresa de Habsburgo. La obra retoma la historia de Venus y Adonis, narrada en el décimo libro de las «Metamorfosis» de Ovidio: Adonis, el joven amante de Venus, muere a causa de las heridas producidas por un jabalí mandado por el celoso Marte, siendo transformada la doliente diosa en la estrella vespertina y la sangre del doncel en una rosa púrpura a la que el título de la obra hace referencia. Calderón escribió el texto en un estilo alegórico y simbólico similar al de sus propios auto sacramentales, donde cada uno de los personajes y sucesos es interpretado como parte de una gran metáfora barroca que cifra o resuelve el título de la obra.

### Música

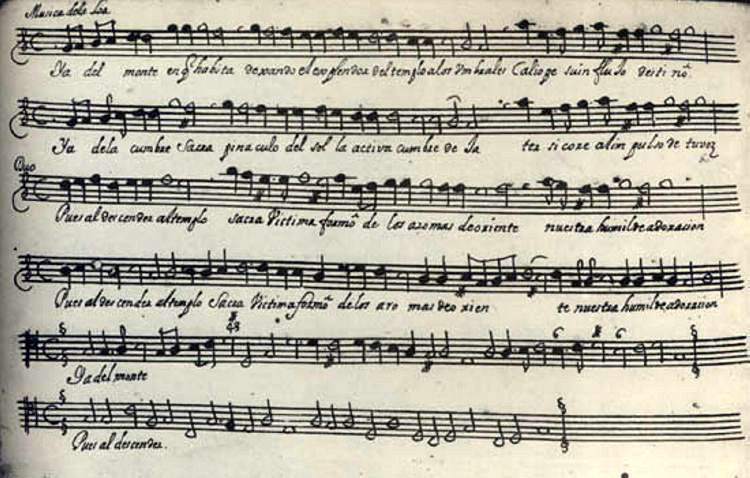
Fragmento de la primera página de la partitura original del manuscrito conservado en Lima.

Se conservan dos manuscritos de la partitura original de la ópera de Torrejón. El primero se localiza en la Biblioteca Nacional del Perú, en Lima, y el otro en la Biblioteca Bodleiana de la Universidad de Oxford en Inglaterra. El musicólogo Robert Stevenson hizo un estudio y transcripción de la partitura en Lima, la cual fue publicada en 1976. La partitura de Oxford fue usada en 1990 para una publicación editada por Ángeles Cardona, Don Cruickshank y Martín Cunningham, la cual fue publicada en Kassel. Las partituras, aunque uniformes en gran parte, no son exactamente idénticas. Por ejemplo, una larga porción de la música para la escena en el jardín de Venus no aparece en la copia de Lima, pero aparece completa en la copia de Oxford. Recientes reestrenos de la ópera han usado ambas partituras, incluyendo la música que no se incluye en la otra edición, en un intento por recrear lo que pudo haber sido escuchado en 1701. La música de Torrejón conserva mucho del carácter y la idiosincrasia contenidos en la comedia de Calderón, lo mismo que en la adaptación anterior, por Juan Hidalgo. Se especula que Torrejón pudo haber sido uno de los discípulos de Juan Hidalgo, y que el trabajo de éste fue posiblemente fuente de inspiración para Torrejón en la composición de su propia versión. La partitura hace uso de una variedad de tipos de canciones españolas e influencias musicales latinoamericanas, incorporando ritmos y melodías latinoamericanos en una estructura dramática y armónica totalmente europea. La naturaleza erótica del texto es enfatizada por el uso de ritmos de baile, repeticiones musicales, y sensuales líneas líricas. La composición ornamental también es usada hábilmente para enfatizar el drama del texto. La instrumentación exacta no ha sido encontrada en las partituras originales sobrevivientes de Torrejón y Velasco. Sin embargo, las partituras de otros obras musicales interpretadas en España a finales del siglo XVII sugieren que la instrumentación podría incluir arpas, guitarras, violas, violines, clarinetes y trompetas, tambores y castañuelas.
El lenguaje musical de la obra, que contrasta notablemente con el exuberante estilo barroco del resto de la producción de Torrejón y Velasco, en su mayoría eclesiástica, es similar al de otras obras escénicas realizadas a mediados del siglo XVII. Tal estilo conservador se debe, probablemente, a que Torrejón y Velasco escuchó algunas obras escénicas en este estilo en su juventud antes de partir de España y que, ante todo, al ponerle música al libreto, tuvo en mente la obra de su maestro Juan Hidalgo. Así, en el proceso de composición de la música, Torrejón y Velasco debe haber tomado como modelo tanto las óperas que vio en Europa en su ya lejana juventud, como también aquellas que habían tenido éxito en el Viejo Mundo y llegaban, después de muchos años, a América. Esto le impone a la música de La púrpura de la rosa el estigma de corresponder a un estilo común cincuenta años anterior a su propia creación, lo cual no le resta el honor de ser la primera compuesta en América y de contener en el «Lamento de Venus» uno de los fragmentos más bellos de la tradición operística barroca de los «Lamenti». La obra se caracteriza por la falta de recitativos que son substituidos por un inusual flujo melódico continuo. Los números donde interviene el coro no son particularmente numerosos, pero recuerdan los villancicos de carácter popular de otros compositores del Siglo de Oro Latinoamericano diametralmente opuesto al refinado de las arias. La particular concisión de esta obra, no más de hora y media, contrasta también con la de las obras europeas de la época.

## Datos históricos

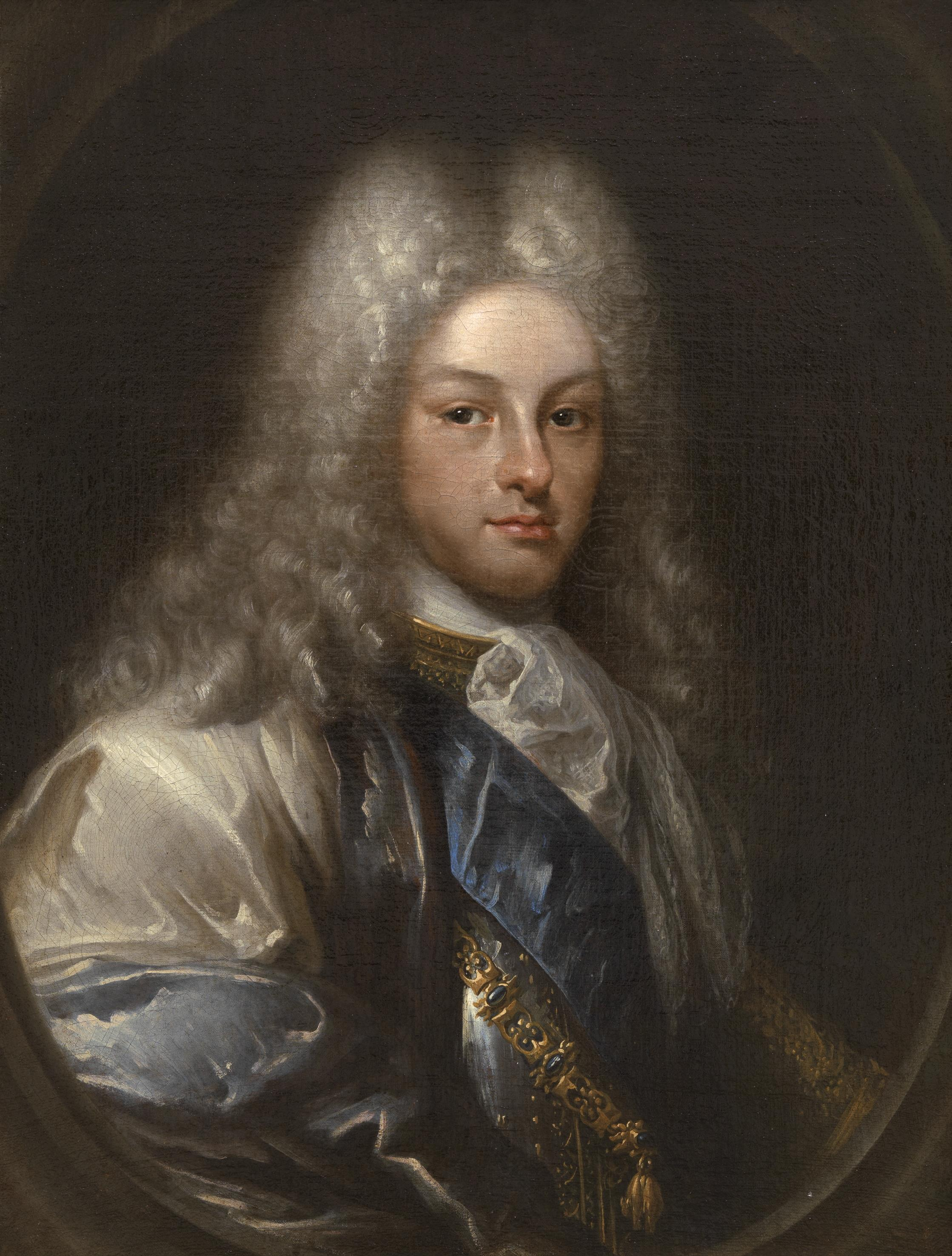
Felipe V de España. Óleo de Miguel Jacinto Meléndez (1705)

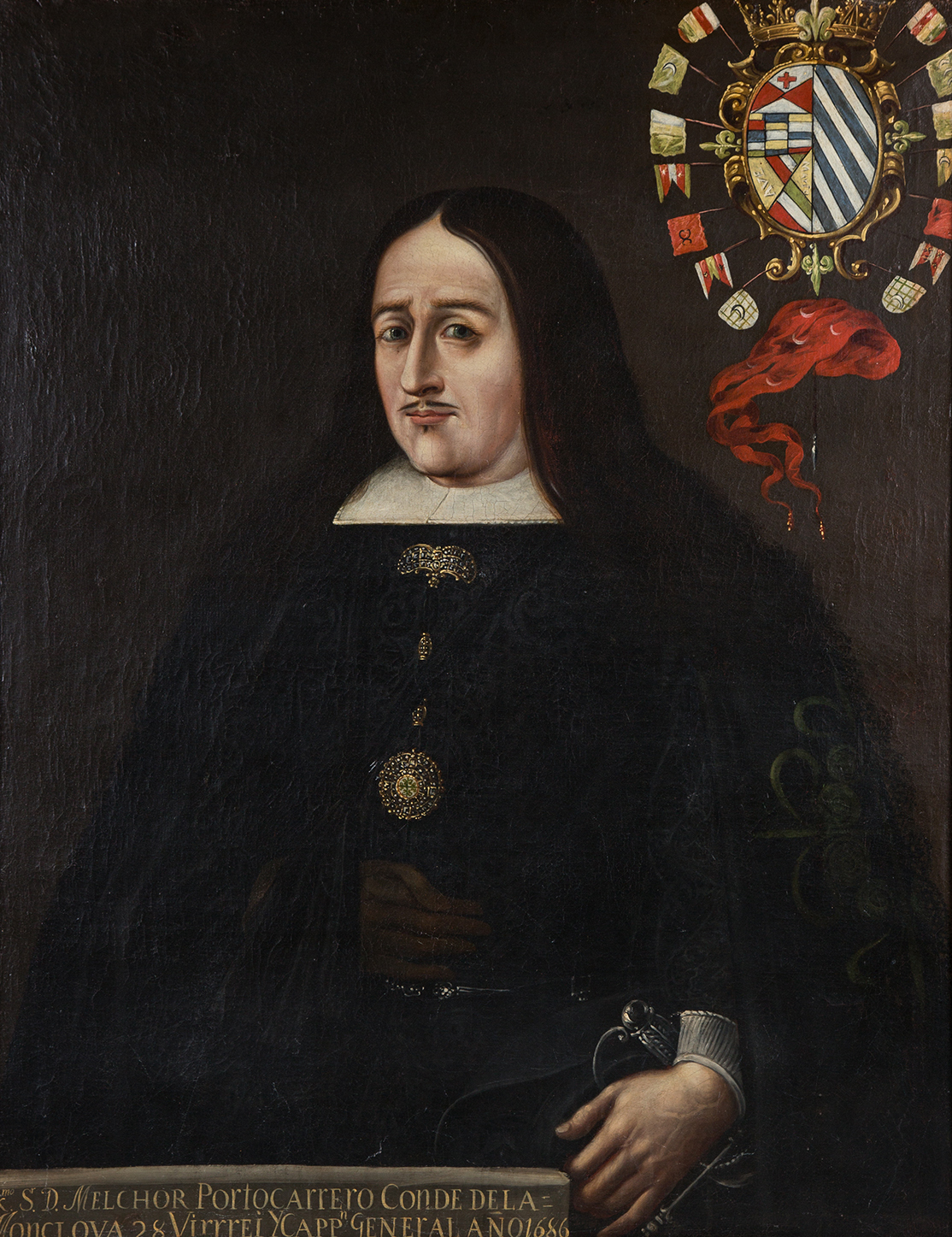
El virrey Melchor Portocarrero y Lasso de la Vega

El virrey de Perú, Melchor Portocarrero y Lasso de la Vega encargó a Torrejón componer una pieza de música dramática para la celebración, en el virreinato del Perú, el décimo noveno cumpleaños de Felipe V y el primer aniversario de su ascenso al trono español. La obra se estrenó el 19 de octubre de 1701 en el Palacio del Virrey, en Lima.
Torrejón y Velasco, que muy probablemente vio en su juventud en España la versión musicalizada por Juan Hidalgo de este mismo libreto y otras obras como Celos aún del aire matan, donde el gran genio poético de Calderón se unía al trabajo musical de Juan Hidalgo para crear un nuevo género, decidió emplear el mismo texto, utilizado por Hidalgo, cambiando solamente la Loa que abre la obra. Ahora no se anunciaban las nupcias de Luis XIV, sino se festejaba en el palacio virreinal peruano, con esta nueva ópera, el primer año del ascenso de la casa de Borbón al trono español, el décimo octavo cumpleaños y primero de su entronización del rey Felipe V. Para la elección del libreto no sólo contó la belleza del texto sino, ante todo el origen Borbón del rey, nieto de Luis XIV, casado con la infanta española y lo cual, finalmente, sirvió de argumento para las pretensiones de la Casa de Borbón al trono de España durante las guerras de sucesión contra el partido de los Habsburgo austriacos. De tal manera quedó unido, en forma doble en la historia de la ópera y la de su primera creación en España y en Latinoamérica, el nombre del poeta y la casa de Borbón.

### Reparto del estreno
No se conserva relación del estreno.

### Recepción
La obra se estrenó el 19 de octubre de 1701. Se volvió a presentar en 1707, 1708 y 1731 en Perú, y algo más tarde en México, y ha tenido varias puestas en escena en tiempos modernos. El estreno de la ópera en México tuvo lugar en 1991, en el Teatro Julio Jiménez Rueda, a cargo de la Capilla Virreinal de la Nueva España dirigida por Isabel Pelo (escena) y Aurelio Tello (música). Con el apoyo del Fondo Nacional para la Cultura y las Artes y del Instituto Nacional de Bellas Artes se dieron 18 representaciones. Su primera presentación en Estados Unidos tuvo lugar en el Aveda Institute, en Minneapolis, el 28 de octubre de 1994, en una producción del ensamble barroco Ex Machina. La obra fue también presentada en Le Bâtiment des Forces Motrices en Ginebra, el 10 de octubre de 1999. El mismo mes, se realizó el montaje de esta ópera, por el Syntagma Musicum, en conmemoración del Sesquicentenario de la Universidad de Santiago de Chile (USACH). Se contó con el patrocinio de la UNESCO y la Embajada del Perú, y con el auspicio de Banco Estado, del Ministerio de Relaciones Exteriores, diario El Mercurio, y el Centro Cultural de España. Fue también presentada en el Teatro de la Zarzuela en Madrid, en noviembre de 1999, en una coproducción con el Gran Teatro de Ginebra. La púrpura de la rosa tuvo su estreno británico en la Universidad de Sheffield, 27 de febrero de 2003. La producción se presentó dos veces más en Sheffield antes de hacer gira por Mánchester, Nottingham, Galway y Dublín.

## Literatura complementaria
- "Diccionario de la música española e hispanoamericana" (DMEH), obra auspiciada por la Sociedad General de Autores y Editores (SGAE) y por el Instituto Nacional de las Artes Escénicas y de la Música (INAEM) del Ministerio de Educación, Cultura y Deporte de España.
- Casaglia, Gherardo, Amadeus Almanac. Consultado el 5 de septiembre de 2008.
- Gasta, Chad M. (2006) "The Politics of Painting: Velázquez and Diplomacy in the Court of Philip IV", Letras Hispanas, Volume 3, Issue 2, Fall 2006. Consultado el 5 de septiembre de 2008.
- Gasta, Chad M. (2003). "Public Reception, Politics and Propaganda in Torrejón’s La púrpura de la rosa, the First New World Opera.” Latin American Theatre Review 37,1. 2003. 43-60.
- Kagan, Richard L. (2002) Spain in America: The Origins of Hispanism in the United States, University of Illinois Press, p. 232. ISBN 0-252-02724-8
- Russell, Craig H. (1994), "A Review of Ex Machina's Production of Torrejón y Velasco's La Púrpura de la Rosa", Newsletter: International Hispanic Music Study Group, Volume 1, no. 2: Winter 1994, Dartmouth University. Consultado el 5 de septiembre de 2008.
- Stein, Louise K (1992), "Púrpura de la rosa, La" in The New Grove Dictionary of Opera, ed. Stanley Sadie (London) ISBN 0-333-73432-7
- Stein, Louise K (1992), "Torrejón y Velasco, Tomás de" en The New Grove Dictionary of Opera, ed. Stanley Sadie (London) ISBN 0-333-73432-7 *Stein, Louise K (1995): "Tomás de Torrejón y Velasco's La Púrpura de la rosa in the Early History of Opera", Inter-American Music Review, xiv/2, 79–82
- Stein, Louise K. (1999), La púrpura de la Rosa (Introduction to the critical edition of the score and libretto), Ediciones Iberautor Promociones culturales S.R.L. / Instituto Complutense de Ciencias Musicales, 1999, ISBN 84-8048-292-3 (reprinted with permission of the publisher on Mundoclasico.com). Consultado el 5 de septiembre de 2008.
- Caballero Fernández-Rufete, Carmelo (2001). "En trova de lo humano a lo divino: Las óperas de Calderón de la Barca y los villancicos de Miguel Gómez Camargo", en La ópera en España e Hispanoamérica, ISBN 84-89457-14-4, ed. Emilio Casares Rodicio y Álvaro Torrente (Madrid: Instituto Complutense de Ciencias Musicales), I, 95-115.
- Suárez-Pajares, Javier (1999), "La púrpura de la rosa desde la actualidad" (Review of the 29 de noviembre de 1999 performance at the Teatro de la Zarzuela), Mundo Clásico, 10 de diciembre de 1999. Consultado el 5 de septiembre de 2008.
- University of Sheffield (2003), La Púrpura de la rosa Project. Consultado el 5 de septiembre de 2008.

## Grabaciones
- Torrejón y Velasco: La púrpura de la rosa  - The Harp Consort
  - Conductor: Andrew Lawrence-King
  - Principal singers: Judith Malafronte (Venus), Ellen Hargis (Adonis), María del Mar Fernández-Doval (Marte)
  - Recording date: (published 1999)
  - Label: Deutsche Harmonia Mundi - 0054727735523 (CD)
- Torrejón y Velasco: La púrpura de la rosa  - Clemencic Consort and La Capella Vocal Ensemble *Conductor: Rene Clemencic *Principal singers: Mieke Van der Sluis (Venus), Mark Tucker (Adonis), Pedro Liendo (Marte), Luiz Alves Da Silva (Amor), Elisabeth Magnus-Harnoncourt (Belona), Josep Benet (Chato), Lina Akerlund (Celfa), Andrea Martin (Dragón), John Winbigler (Fear), Louise Page (Envy), Pamela Mildenhall (Anger), Stephanie Prewitt (Suspicion), Josep Cabre (Disillusionment) *Recording date: (published 2003) *Label: Nuova Era - 1121548 (CD)
- Torrejón y Velasco: La púrpura de la rosa  - Ensemble Elyma, Madrigalists and chorus of the Teatro de la Zarzuela *Conductor: Gabriel Garrido *Principal singers: Isabel Monar (Venus), Graciela Oddone (Adonis), Cecilia Díaz (Marte), Isabel Álvarez (Amor), Alicia Borges (Belona), Susanna Moncayo (Dragón), Adriana Fernández (Celfa), Marcello Lippi (Chato) *Recording date: *Label: K617 Records France - K617108 (CD)